# Engelchen flieg
Engelchen flieg ist ein deutsches TV-Drama aus dem Jahr 2004 über das Leben einer Familie einer schwerbehinderten Tochter. In den Hauptrollen ist neben Uwe Ochsenknecht, die Familie des Drehbuchautors Werner Thal zu sehen. Seine Frau Corinna Beilharz spielt neben Sohn Moritz und der schwerbehinderten Tochter Marlene Beilharz. Bei dem von megaherz produzierten Film führte Adolf Winkelmann Regie.

## Handlung
Karikaturist Michael Koller und seine Frau, die Schauspielerin Hanna Koller, leben zusammen mit Sohn Patrick ein unbeschwertes Leben, bis ihre Tochter Pauline aufgrund eines ärztlichen Behandlungsfehlers mit einer schweren körperlichen Behinderung zur Welt kommt. Pauline ist Tag und Nacht auf Hilfe angewiesen, und als sie sechs Jahre alt wird, müssen ihre Eltern einem Gutachter beweisen, dass sie einen Elektrorollstuhl bedienen kann und zur Schule gehen darf. Vater Michael greift aufgrund der schwierigen privaten Situation und beruflichen Misserfolge immer mehr zum Alkohol. Seine Frau steht aufgrund ihrer Fürsorge für die Tochter kurz vor dem Nervenzusammenbruch und hat kaum Zeit für ihren Mann. Die beiden beginnen sich immer mehr auseinanderzuleben. Schließlich kommt es zur Trennung, doch ein Unfall, bei dem Sohn Patrick schwer verletzt wird, bringt die Familie wieder zusammen.

## Hintergrund
Drehbuchautor Werner Thal und seine Frau, die Hauptdarstellerin Corinna Beilharz, verarbeiten in diesem Film ihre persönliche Lebenssituation als Familie mit einer schwerbehinderten Tochter.

## Kritik
„Der dramatische (Fernseh-)Film mit viel Raum für Humor und (Selbst-)Ironie demonstriert, wie sehr das Hadern mit dem Schicksal den Blick auf die wahren Werte verstellen kann. Hervorragend gespielt, mit differenziert gezeichneten Figuren und lebensechten Dialogen, überzeugen vor allem durch die atmosphärischen Grau- und Zwischentöne einer schleichenden Entfremdung.“

## Fortsetzung
Im Jahr 2007 erhielt der Film mit Das Leuchten der Sterne eine Fortsetzung.